# Polynesien

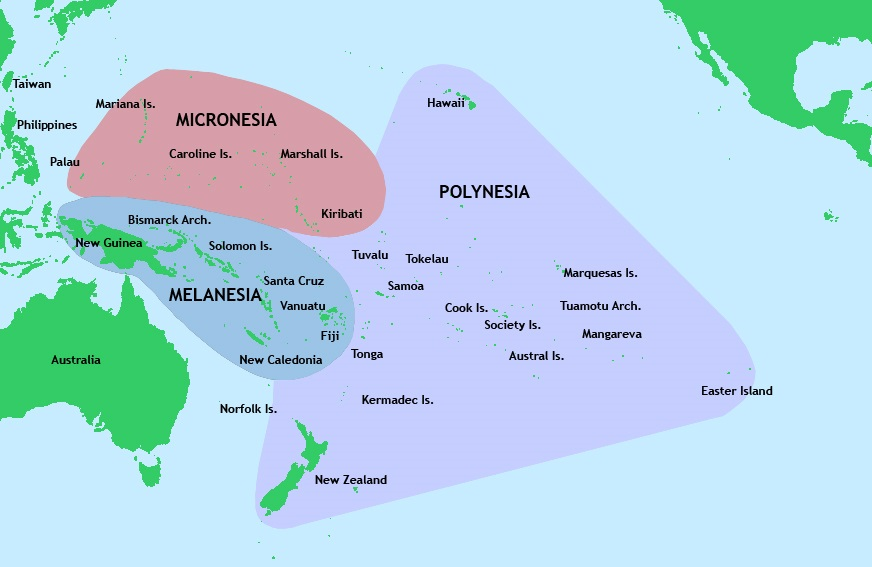
Kulturell karta över Polynesien.

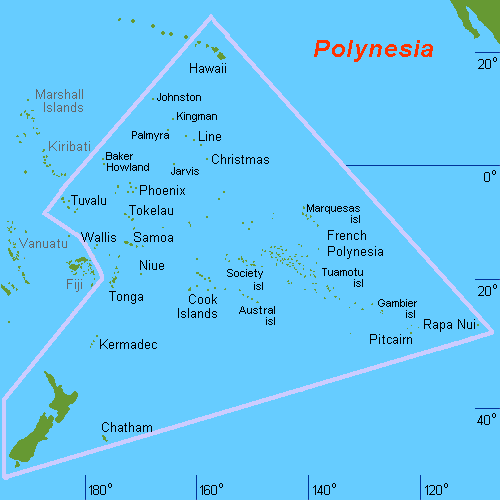
Geografisk karta över Polynesien.

Polynesien ("De många öarna"; grekiska poly - många och nesos - öar, jämför med Melanesien och Mikronesien)
är en etnografisk region i Oceanien som är cirka 5 miljoner km² stor och med cirka 6 miljoner invånare (1991). Området består av ett antal öar och ögrupper mellan Hawaii, Nya Zeeland och Påskön och befolkas huvudsakligen av polynesier, dvs människor som talar polynesiska språk.
Namnet Polynesien användes först av den franska upptäcktsresanden Charles de Brosses 1756 och syftade ursprungligen på alla öar i Stilla havet. Väster om Polynesien ligger Melanesien och 
Mikronesien.

## Befolkning
Befolkningen i Polynesien talar i huvudsak polynesiska språk och antas ha spritt sig ut över Stilla havets övärld från det asiatiska fastlandet. 
Polynesierna var av tradition mycket skickliga båtbyggare och navigatörer som kunde resa mycket långa sträckor ute till havs. Deras samhällen var hierarkiskt uppbygga och styrdes av hövdingar som ansågs härstamma från gudavärlden.
Polynesierna livnärde sig i huvudsak på fiske och jordbruk, där de bland annat odlade tarorot.

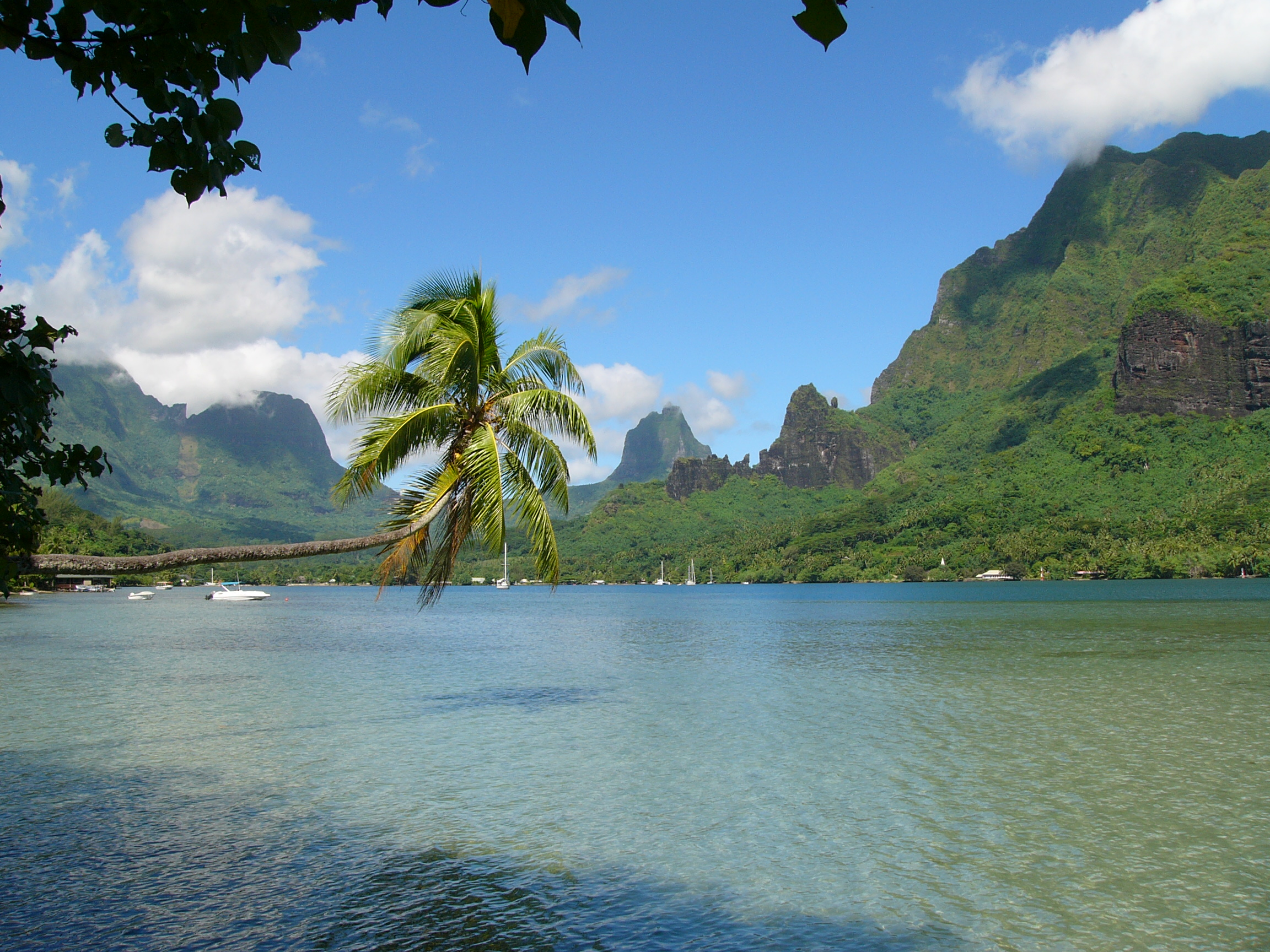
Cook's Bay på Moorea, Franska Polynesien

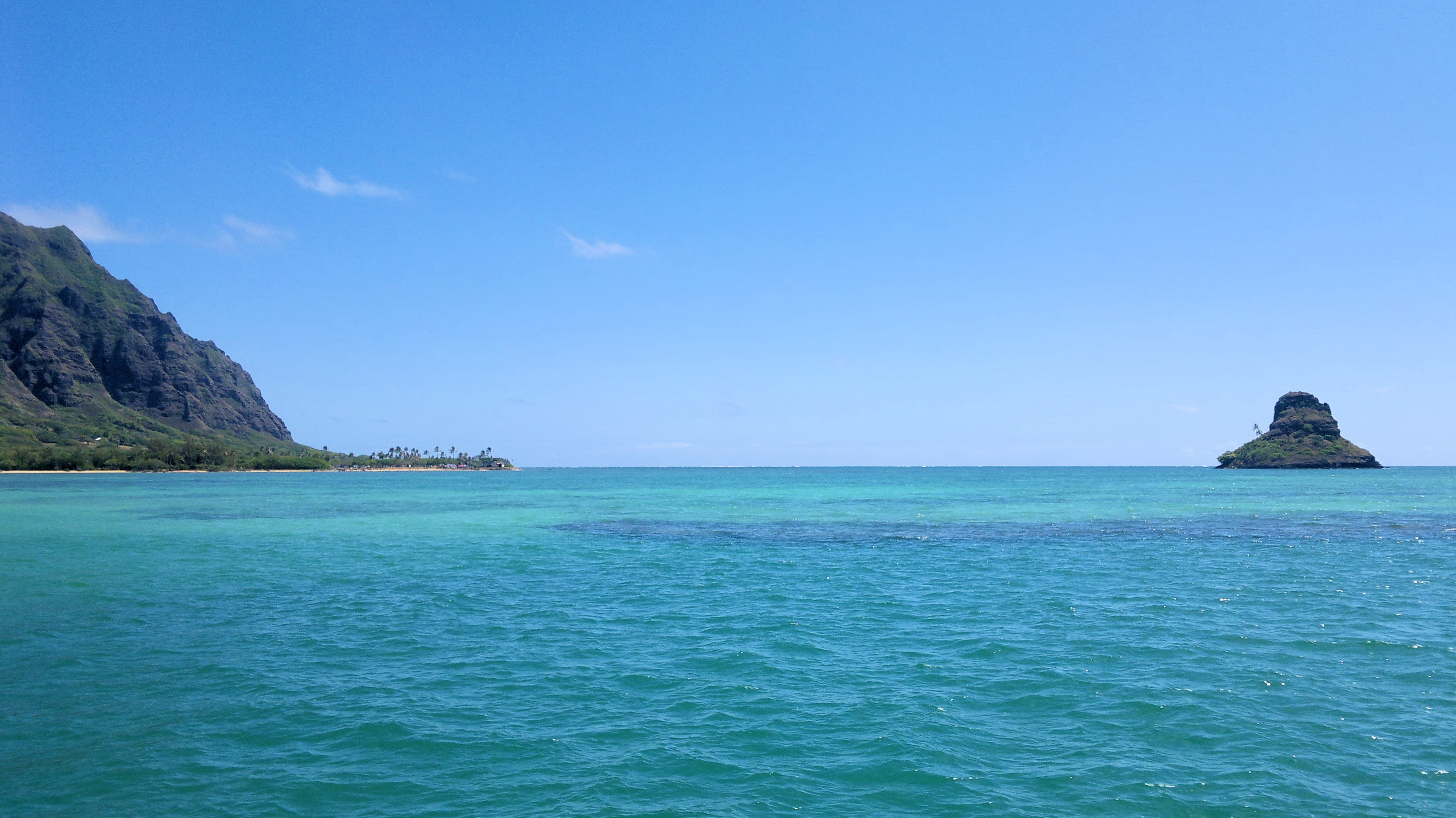
Mokoliʻi, en ö nära Oahu, Hawaii

## Geologi
En del av öarna har vulkaniskt ursprung. De är bergiga och har relativt hög nederbörd. De har också bördig jord och relativt hög folktäthet (exempelvis Hawaii, Tahiti och Samoa). Många andra öar däremot är låga korallöar med liten nederbörd. Dessa öar är mer utsatta för cykloner.

## Historia
I Stilla havet finns över 20 000 öar. Den till ytan största delen av Stilla havet kallas Polynesien. Det är alltså en triangel, vars norra spets markeras av Midwayöarna och Hawaii, dess södra av Nya Zeeland och dess östra av Påskön.
Polynesien är sent befolkat av människan. Det är den större geografiska region som befolkats sist. Samoa och Tonga är de öar i Polynesien dit människan först kom. Det skedde för ungefär 3 000 år sedan. Ungefär 1 700 f.Kr. kom utvandrare till Filippinerna, säkerligen från det asiatiska fastlandet. 200 f.Kr. hade människor nått Tahiti. Från denna ögrupp seglade sedan flottar och kanoter norrut och söderut. 300 e.Kr. befolkades Hawaii och 1 100 e.Kr. Nya Zeeland.
Det framgår att samma folk har spritt sig över hela Polynesien av deras farkoster, utsmyckning och samma husdjur, det vill säga svinen och hönsen. Språket som talas på öarna har samma ursprung.
Befolkningen tycks ha ökat snabbt. När en ö började bli överbefolkad, måste ungdomarna söka sig nya boplatser. Det var bättre att några tog en stor risk än att alla skulle drabbas av svält. Man färdades antingen med flottar eller med ett slags segelkanoter som blivit förebild för vår tids katamaraner. Över 50 personer kunde färdas med en sådan dubbelkanot. Utsäde för nya åkrar stuvades ombord, liksom kokosnötter, grisar, kycklingar och hundar; det värdefullaste i skydd under det tak som byggdes över däcket.
Mötet med européerna blev förödande för många polynesier. Främlingarna förde med sig influensa och mässling. Det var nya sjukdomar för öborna, och de hade ingen motståndskraft mot dem utan dog i massor. Exempelvis dog åtminstone 50 000 människor av mässling enbart på Fiji under år 1875.

## Regionen omfattar

### Territorier och områden
- Amerikanska Samoa (tillhör  USA)
- Bakerön (tillhör   USA)
- Chathamöarna (tillhör  Nya Zeeland)
- Cooköarna (Cooköarna är inte självständigt men har självstyrande regering med fri anslutning till  Nya Zeeland)
- Franska Polynesien (förvaltas av  Frankrike)
- Hawaii (tillhör ( USA)
- Howlandön (tillhör  USA)
- Jarvisön (tillhör  USA)
- Johnstonatollen (tillhör  USA)
- Kermadecöarna (tillhör  Nya Zeeland)
- Kingmanrevet  USA)
- Linjeöarna (Tre öar och atoller tillhör  USA och nio  Kiribati)
- Palmyraatollen  USA)
- Phoenixöarna  Kiribati)
- Pitcairnöarna (självstyrande del av  Storbritannien)
- Påskön (tillhör  Chile)
- Sala y Gómez (tillhör  Chile)
- Tokelau (tre atoller tillhör  Nya Zeeland och en ö  USA)
- Wallis- och Futunaöarna (tillhör  Frankrike)

### Stater
- Niue
- Nya Zeeland
- Samoa
- Tonga
- Tuvalu